# Mount Toth
Mount Toth är ett berg i Antarktis. Det ligger i den centrala delen av kontinenten. Nya Zeeland gör anspråk på området. Toppen på Mount Toth är 2 410 meter över havet, eller 433 meter över den omgivande terrängen. Bredden vid basen är 4,0 km.
Terrängen runt Mount Toth är varierad. Området är obefolkat.